# Gisa Picková-Saudková
Gisa Picková-Saudková (geboren 21. Februar 1883 in Kolín, Österreich-Ungarn; gestorben Dezember 1943 im KZ Auschwitz) war eine tschechoslowakische Schriftstellerin.

## Leben
Gisa Saudková war eine Tochter des jüdischen Kaufmanns Wilhelm Saudek (1846–1932) und der Rosa Jamnítzová (1842–1922) und hatte sechs Geschwister, unter ihnen der Diplomat und Graphologe Robert Saudek (1880–1935), der Bildhauer Rudolf Saudek war ein Cousin. Sie besuchte die Schule in Kolín und ging gegen den Willen ihrer Eltern nach Prag und besuchte Vorlesungen an der Karls-Universität in Geschichte, Kunstgeschichte und Philosophie. Sie verkehrte in einem Kreis Prager Intellektueller, darunter Otokar Březina, Otokar Fischer, Jaroslav Kvapil, Arne Laurin und František Xaver Šalda.  Sie schloss sich der jüdischen Turnbewegung Sokol an.
Sie heiratete 1911 den Tierarzt Richard Pick, sie hatten die Tochter Jiřina und den Sohn Pavel und lebten in der mährischen Kleinstadt Jaroměřice nad Rokytnou. Nach Picks Tod zog sie 1925 wieder nach Kolín. Sie schrieb Beiträge für verschiedene Zeitungen und Zeitschriften. 1928 erhielt sie einen Preis für das Theaterstück Za denním chlebem (Das tägliche Brot). 1929 veröffentlichte sie einen Band Gespräche mit Otokar Březina.
Picková-Saudková wurde 1942 von Kolín aus in das Ghetto Theresienstadt deportiert. Dort schrieb sie ein Theaterstück für Kinder, das sie noch einübte, das aber nicht mehr zur Aufführung kam. Im Dezember 1943 wurden sie und ihr Sohn Pavel in das KZ Auschwitz verschleppt, wo sie ermordet wurden, auch die Tochter Jiřina wurde ein Opfer des Holocaust.

## Werke
- Jean Tharaud, Jérôme Tharaud: Království boží: román. Übersetzung aus dem Französischen Gisa Picková. Prag: Otakar Štorch-Marien, 1924
- Hovory s Otakarem Březinou. Prag: Mánes, 1929
- Tagebuch. Auszüge in deutscher Übersetzung bei Iggers, 2000
- Theatertexte